# Запис храст код цркве (Вирине)
Запис храст код цркве (Вирине)  се налази на парцели чији је власник Општина Ћуприја.

## Локација
| Општина             | Ћуприја                                                                     |
| Катастарска општина | Вирине                                                                      |
| Потес               | Село                                                                        |
| Координате          | 44° 02′ 06″ С; 21° 25′ 57″ И / 44.034999999999997° С; 21.432400000000001° И |
| Надморска висина    | m                                                                           |

## Карактеристике
Дендрометријске вредности утврђене на терену и сателитским снимцима:
| Стабло                     | Храст |
| Висина стабла              | m     |
| Обим дебла                 | m     |
| Пречник крошње             | m     |
| Пречник дебла              | m     |
| Висина дебла до прве гране | m     |

## База записа
Запис је у оквиру Викимедија пројекта "Запис - Свето дрво" заведен под редним бројем 0512.